# Pseudodracontium
Pseudodracontium é um género botânico pertencente à família Araceae.

## Espécies
- Pseudodracontium harmandii